# درونيرو
درونيرو بالإيطالية: Dronero هي مدينة في غرب إيطاليا في مقاطعة كونيو في منطقة بييمونتي. تبعد مدينة درونيرو عن تورينو نحو 70 كيلومتر إلى الغرب.

## السكان
في سنة 1861 بلغ عدد السكان 7٬981 نسمة، وتطور العدد ليصل في سنة 2011 لـ 7٬205 نسمة.
يظهر هذا المخطط البياني تطور النمو السكاني لـ درونيرو

## أهم معالمها
- Ponte Vecchio, وهو معروف أيضا بقنطرة ديابلو، بمعنى «قنطرة الشيطان».
- Torrazza, وهو برج ماء
- Droneresi al Rum, حلوى درونيرو وهي مصنوعة من شقفتي «ميرينج» أو «بيزيه»(بياض البيض مخفوق بشدة مع السكر البودرة ويرص في شكل كعكات هرمية على صاج الفرن ويدخل الفرن مدة قصيرة) شوكلاته ومشروب كحولي «الروم» والمستردة. وتباع تلك الحلوى بالقرب من ميدان سان سباستيان في وسط المدينة.

## صور

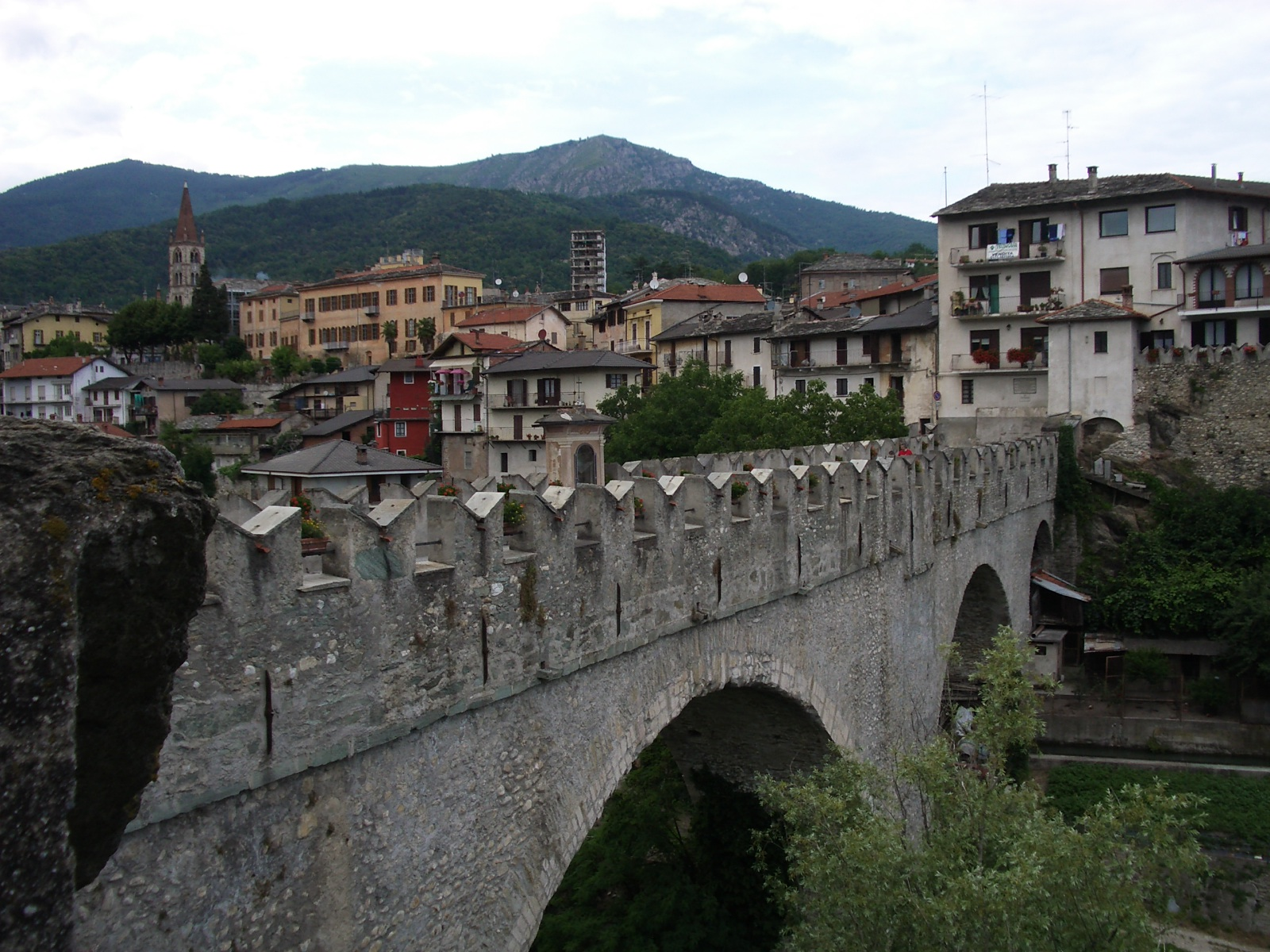
قنطرة الشيطان ، بنيت عام 1428
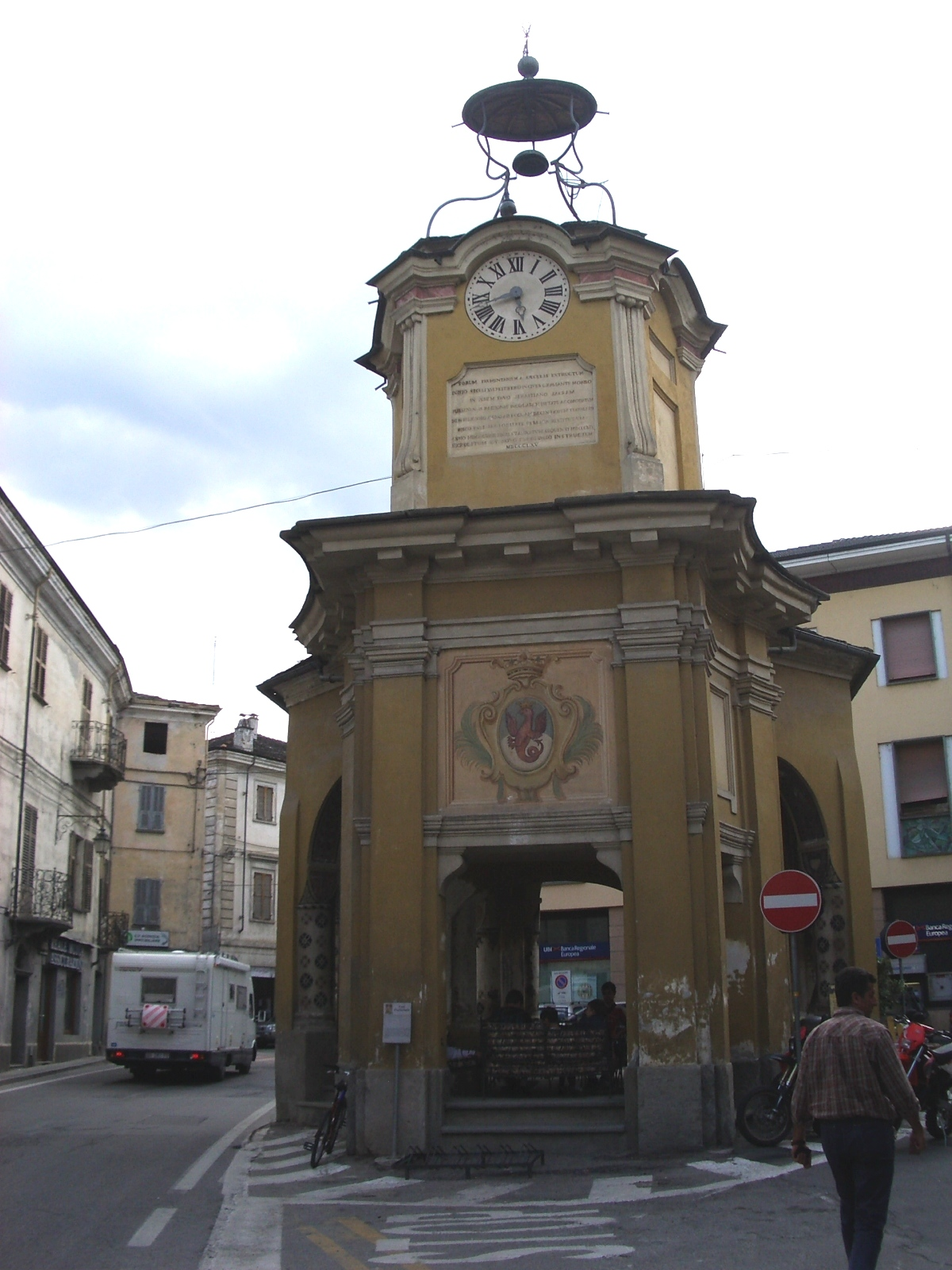
رواق سوق الحبوب والسردين
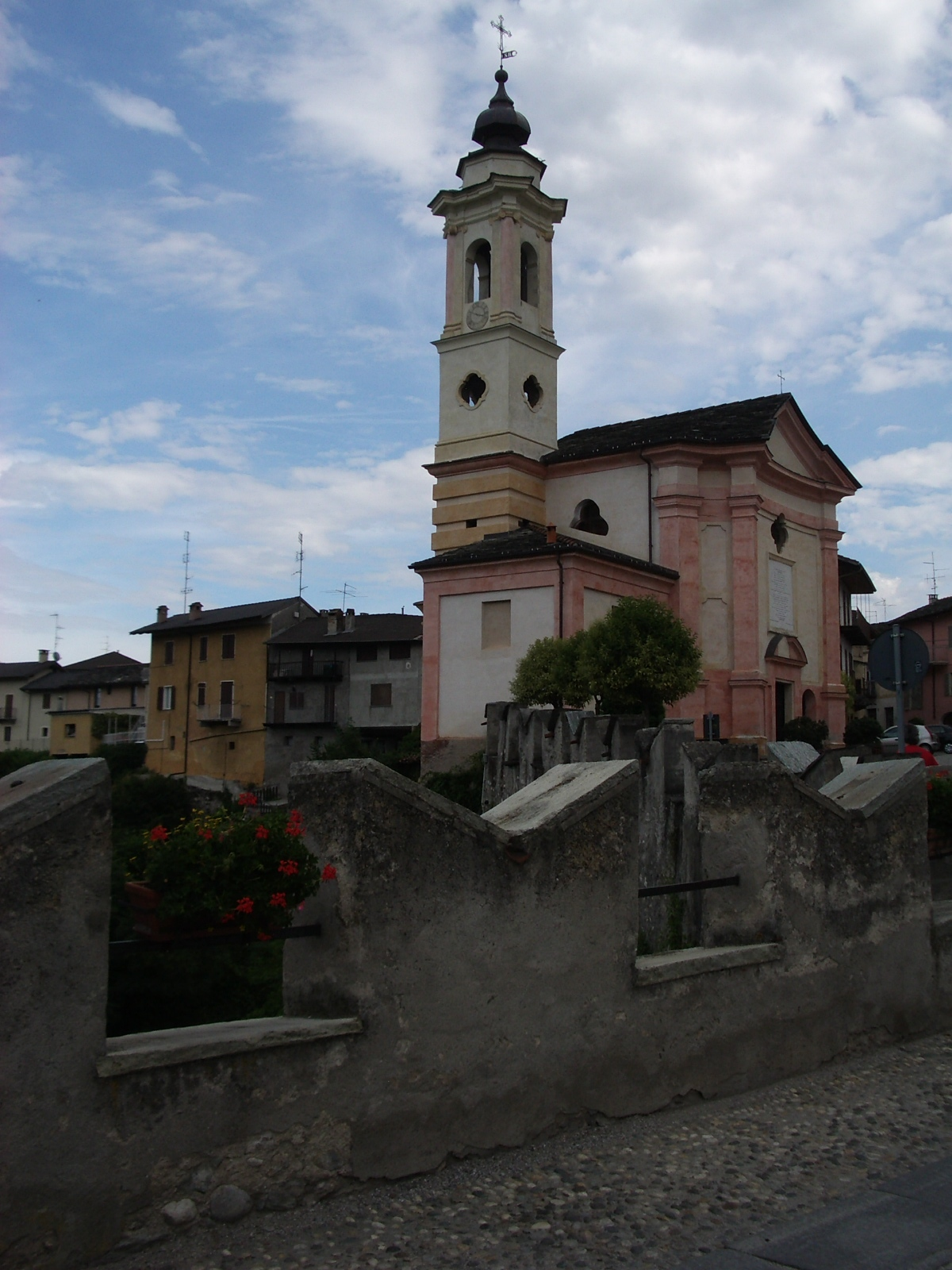
كنيسة سانتا بريجيدا
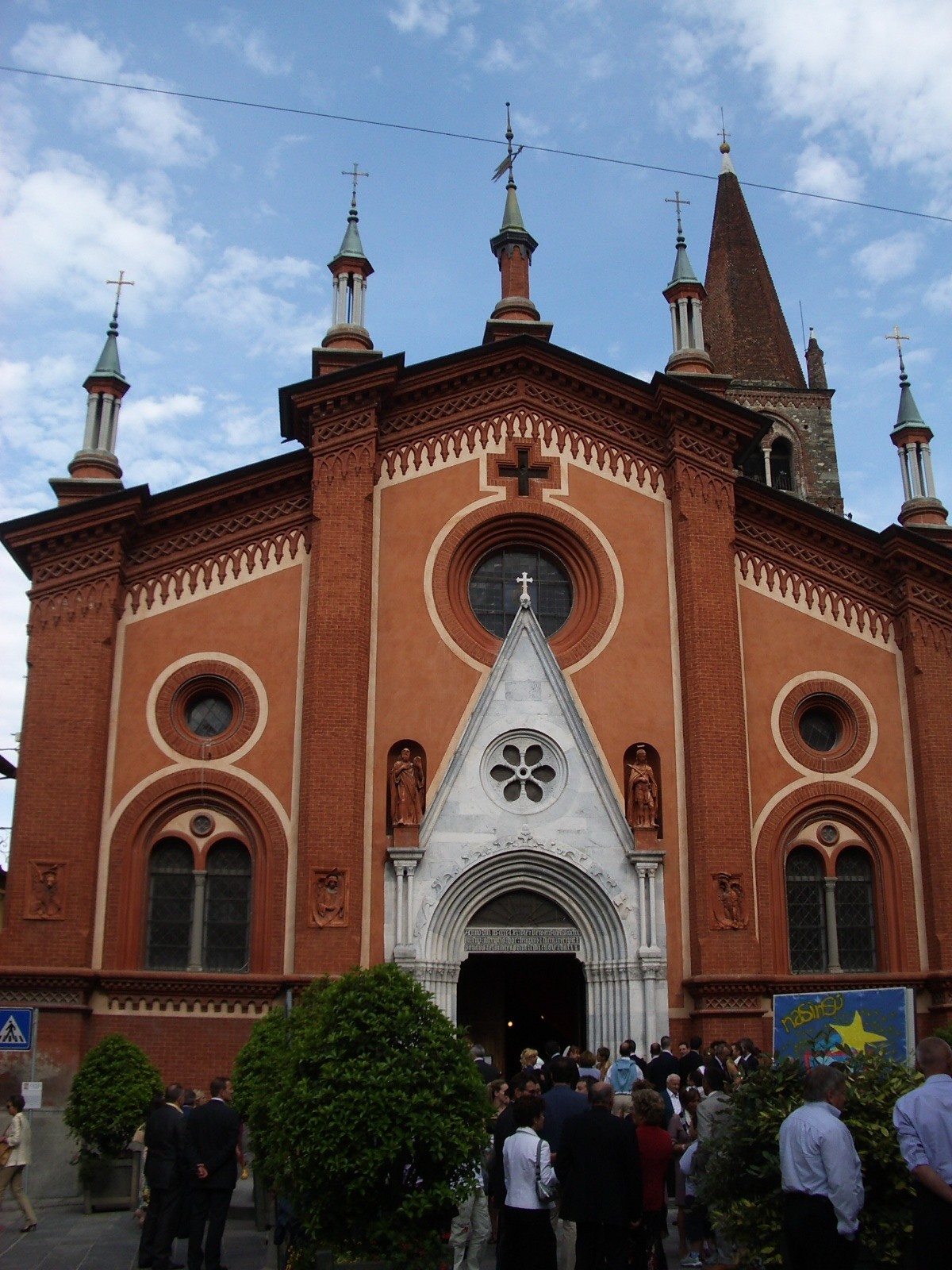
كنيسة سان أندريا , البوابة من عام 1455
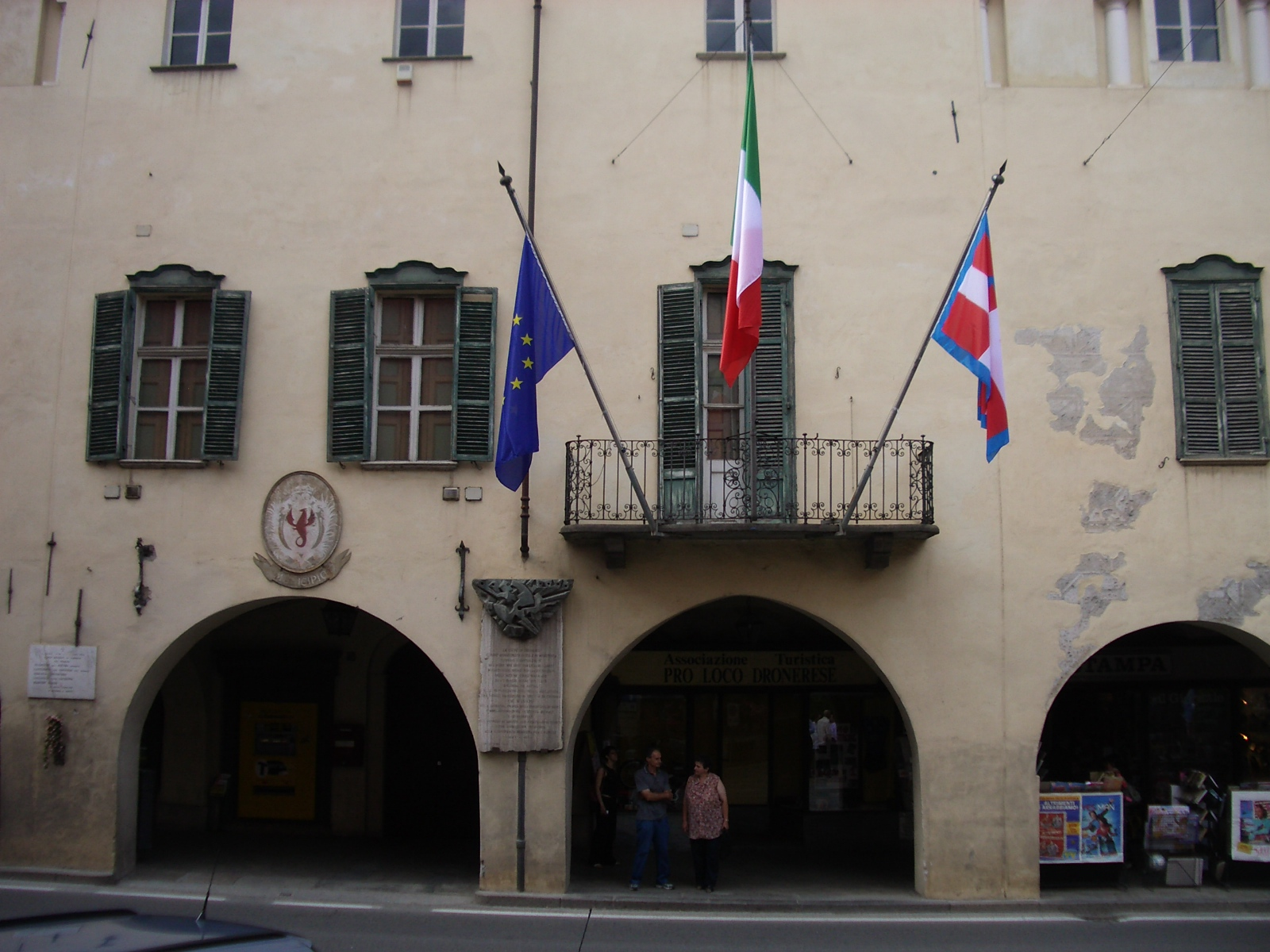
بيت العمدة ذات رواق خارجي
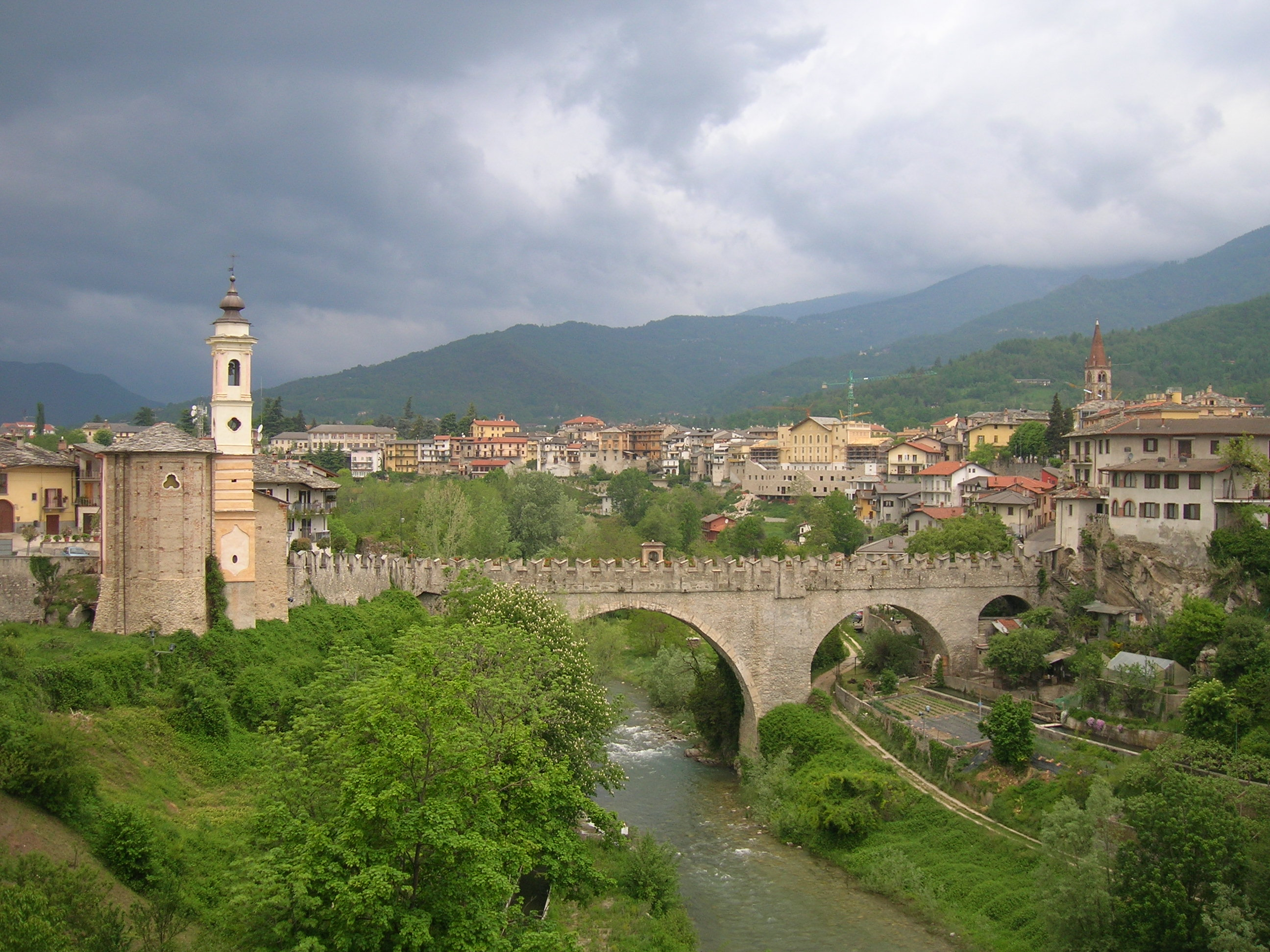
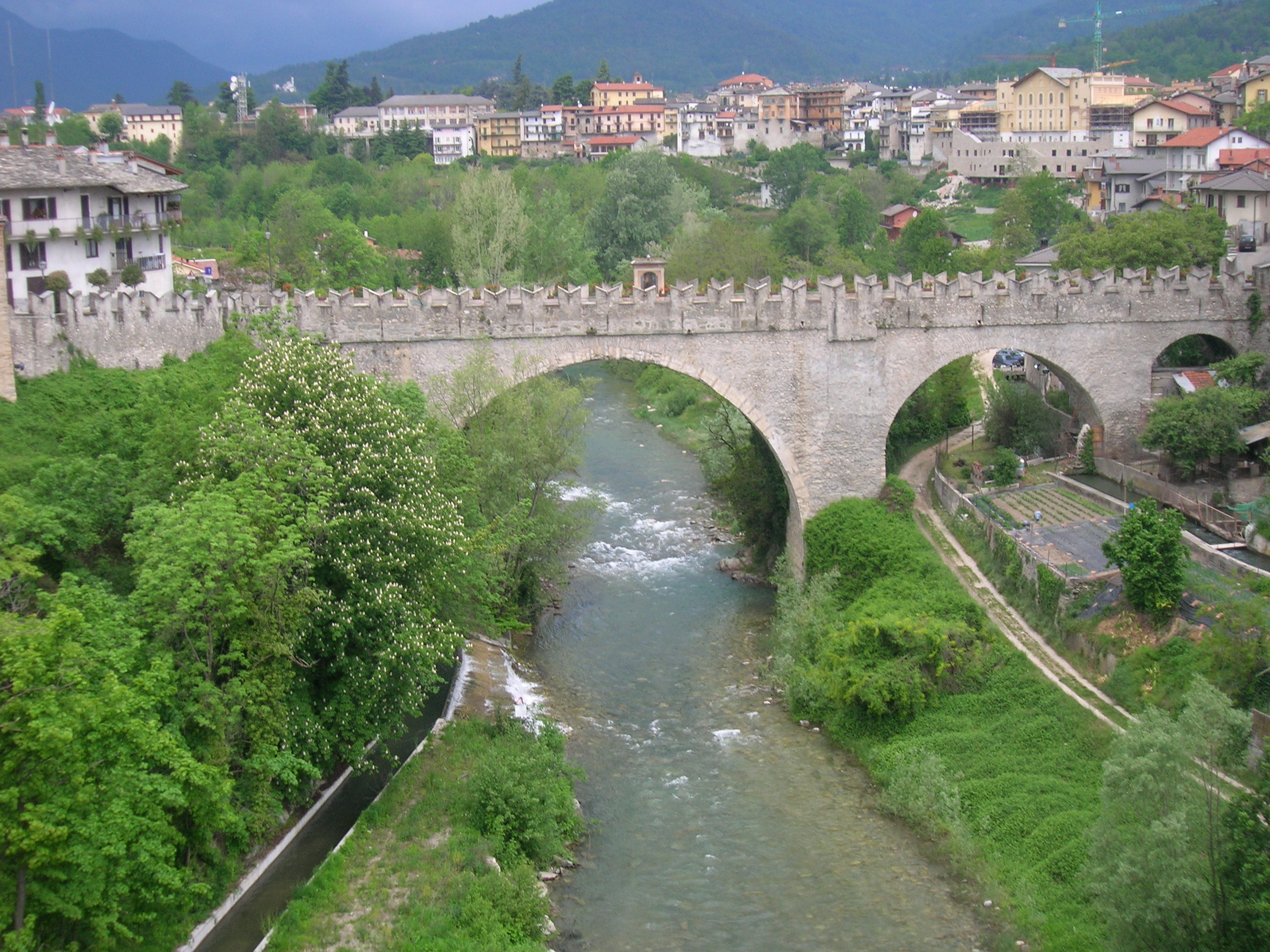
Ponte vecchio

## أعلام
- غوستافو بونزا دي سان مارتينو
- ألبرتو لومباردي
- جوزيبي لومباردي

## اقرأ أيضًا
- فربانيا